# サレジアン国際学園中学校・高等学校
サレジアン国際学園中学校・高等学校（されじあんこくさいがくえんちゅうがっこう・こうとうがっこう、英:Salesian International School）は、東京都北区赤羽台四丁目に所在する私立中学校・高等学校（ミッションスクール）。
高等学校においては、中学校から入学した内部進学の生徒と高等学校から入学した外部進学の生徒との間では、第1学年から混合してクラスを編成する併設型中高一貫校。
大橋清貫が広尾学園、三田国際学園に続き、2023年６月より学園長に就任。本科クラスとインターナショナルクラスが設置される。

## 概要
創立者である聖ヨハネ・ボスコと聖マリア・マザレロの意志を引き継ぐ、カトリック・ミッションスクールである。
都内でありながら、小高い丘の上に6万平方メートルを超える敷地を有する学園である。
同敷地内には、聖堂や修道院、緑あふれる豊かな環境に恵まれている。
ミッションスクールとしては、高校の募集も行っている数少ない学校である。

## 沿革
- 1872年 - サレジアン・シスターズ（扶助者聖母会）設立
- 1929年 - サレジアン・シスターズ来日
- 1947年 - 星美学園中学校が開校
- 1948年 - 星美学園高等学校が開校
- 1980年 - サレジアン・シスターズ来日50周年記念事業
- 2003年 - 高校類型別クラス編成開始
- 2004年 - 総合グラウンド改修工事完成
- 2010年 - 特別教室棟および体育館とトイレ改修、自習室設置
- 2022年 - 男女共学化、サレジアン国際学園中学校・高等学校に改称
- 2023年 - 大橋清貫氏が学園長に就任
- 2027年 - 新校舎竣工（予定）

## 教育
朝は、祈りと聖歌で始まり、英語の授業は、英語の祈りで始まる。
国際社会で貢献できる人を目指し、
各国の姉妹校の生徒との交流や海外研修旅行など国際プログラムも充実している。
姉妹校は、94カ国に広がっている。
宗教の時間には、聖書や聖歌、命の尊さ、いま、世界で起きていることについても学び考える。
少人数制であり、入学時と卒業時の学力を比較すると伸び率が非常に高い。希望者は、放課後に通年ゼミ（英検対策や補習カリキュラムが多くある）を受けることができる。
カトリック校の特色として、上智大学や聖心女子大学、白百合女子大学、清泉女子大学等への指定校推薦入学制度が多数ある。
8割〜9割の生徒が4年制大学へ進む。

## 部活動
文化部
- 生物
- 美術
- 英語
- 演劇
- 家庭科
- 天文
- 箏曲
- 文芸同好会
- GIOIA（ボランティア・サークル）
- デジタルコンテンツ制作部
- 軽音楽部

運動部
- 陸上競技
- 野球
- 卓球
- ソフトテニス
- 硬式テニス
- バスケットボール
- バレーボール
- ダンス部・・・『日本中学校ダンス部選手権』全国大会において、2012年審査員特別賞と優秀な成績をおさめている。

## 交通
- 京浜東北線・湘南新宿ライン・埼京線・宇都宮線・「赤羽駅」 徒歩10分
- 東京メトロ南北線・埼玉高速鉄道線・「赤羽岩淵駅」 徒歩7分
- 北区コミュニティバス　浮間ルート「師団坂通り」下車

## 著名な出身者
- 愛花ちさき - 元宝塚歌劇団宙組娘役
- 大塚美幸 - アナウンサー
- 吉本多香美 - 女優
- 鈴木るりか - 小説家